# Bullia rogersi
Bullia rogersi is een slakkensoort uit de familie van de Nassariidae. De wetenschappelijke naam van de soort is voor het eerst geldig gepubliceerd in 1981 door Smythe & Chatfield.